# دسارای میسور

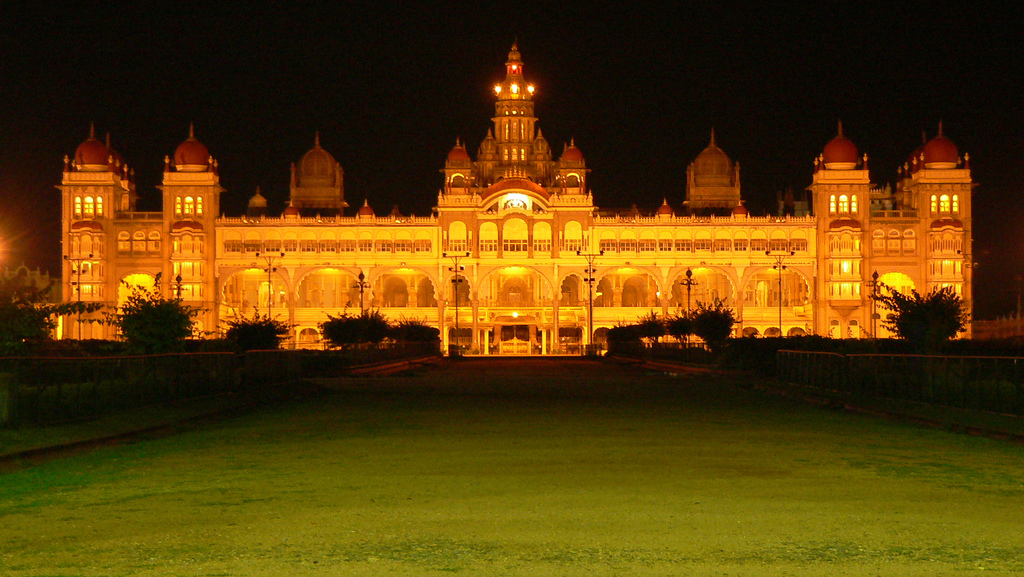
کاخ میسور در روزهای عادی سال

دسارای میسور، یک جشنوارهٔ پادشاهی است که در آن پیروزی نیکی بر پلشتی را جشن می‌گیرند. هندوان به این باورند که رام، خدای شر (راوان) را شکست داده‌است تا همسر خود سیتا را نجات دهد. در سال ۲۰۱۰، چهارصدمین سالگرد دسارای میسور برگزار شد. این فستیوال نخستین بار در سدهٔ پانزده میلادی و در هنگامهٔ شاه ویجایانگار آغاز شده‌است.

## توضیح
جشنوارهٔ دسارا، جشنوارهٔ بسیار بزرگ و باشکوهی است که در اواخر سپتامبر تا اوایل اکتبر به مدت ده روز در سراسر هندوستان برگزار می‌شود اما از همه باشکوه تر در جنوب هند و در شهر میسور بزرگ داشته می‌شود.
دسارا در میسور به نادا هابا معروف است. که تحت نظر وزارت خارجه ایالت کارناتاکا انجام می‌شود. روز فرخندهٔ آخر، ویجایا داشامی، به این عنوان معروف است که هنگامی است که الهه هیل، چاموندشواری، دیو ماهیشاسورا را کشته‌است. به همین دلیل این روز به عنوان روز پیروزی خوبی بر بدی شناخته می‌شود.

### دو روز آخر جشنواره
روز نهم دسارا، به آیودها پوجا یا «ماها ناوامی» معروف است. در این روز به گواهی اهالی میسور، ماشین‌ها تمیز و شسته می‌شوند و وسایل نقلیه با ابزار رنگارنگ تزئین می‌شوند. در این روز همهٔ اسلحه‌ها، از جمله شمشیر سلطنتی در قصر پرستیده می‌شوند.
روز دهم دسارای میسور، (ویجایا داشامی)، دلیل اصلی این است که چرا جشنوارهٔ دسارای این شهر، مشهور و محبوب است: پروژه صفوف و رژه بزرگ دسارا که به آن جامبو ساواری میگویند، در این روز روی می‌دهد. از جاذبه‌های اصلی این جریان هنگامی ست که تندیس خداوندگار چاموندیشواری بر روی محمل طلایی قرار می‌گیرد و بر پشت فیل سلطنتی گذاشته می‌شود. شمار بسیاری از فیل‌های آراسته هم همراه با اسب و شتر این جریان را همراهی می‌کنند. همچنین گروه‌های گوناگون رقص محلی، باندهای پلیس و موسیقی محلی هم در این جشنواره شرکت می‌کنند و کار خود را از کاخ میسور آغاز می‌کنند و به روایتی تا منطقهٔ بانیمانتاپ ادامه می‌دهند. جشنوارهٔ دسارا با رژهٔ نور مشعل پایان می‌یابد. و آسمان شب میسور، به خاطر کاربرد زیاد صحنه‌های پر زرق و برق و ترقه، روشن می‌گردد.

## دسارا
واژه دسارا مشتق شده از واژه‌های سانسکریت داشا و حرا می‌باشد که به معنی حذف سرنوشت بد است. همچنین به ناوراتری هم معروف است و در سراسر هندوستان به اشکال مختلفی جشن گرفته می‌شود. در شمال هند، روز آخر دسارا (ویجایا داشامی)، هندوان به این باورند که رام، خدای شر (راوان) را شکست داده‌است تا همسر خود سیتا را نجات دهد. اگر به سمت شرق برویم، همه چیز در مورد دورگا پوجا است و برای ستایش الهه دورگا می‌باشد.